# Cupid (canción de Fifty Fifty)
«Cupid» es una canción del grupo surcoreano Fifty Fifty. Fue lanzada el 24 de febrero de 2023 a través de Attrakt y Warner Music Korea como el sencillo principal del álbum sencillo The Beginning: Cupid, compuesto por tres versiones del mismo tema: una versión en coreano, una versión en inglés titulada «Twin version», cantada por las miembros del grupo Sio y Aran, y una versión instrumental de la canción. «Cupid» es una canción de género música disco, synth pop y bubblegum pop, que trata sobre el amor no correspondido de una mujer joven y la vergüenza que siente por ello.
La canción se convirtió en una de las primeras de una discográfica emergente de K-Pop en alcanzar el éxito comercial mundial después de que una versión acelerada se volviera viral en TikTok. «Cupid» fue la primera entrada de Fifty Fifty tanto en el Billboard Hot 100 como en la lista UK Singles Chart del Reino Unido, lo que convirtió al grupo en el artista musical coreano más rápido en ingresar a cualquiera de las listas después de su debut. «Cupid» alcanzó el puesto 17 en el Billboard Hot 100, donde su presencia de diez semanas en la lista la convirtió en la canción más larga de un grupo femenino de K-Pop, y en el número ocho en el Reino Unido, donde Fifty Fifty se convirtió en la agrupación femenina de K-Pop que más rápido alcanzó el top 10 de la lista.
Una remezcla de la versión 'twin' con Sabrina Carpenter fue publicada el 17 de agosto de 2023.
Esta es una nueva versión de una canción del dúo Davichi lanzada en diciembre de 2015.

## Antecedentes y lanzamiento

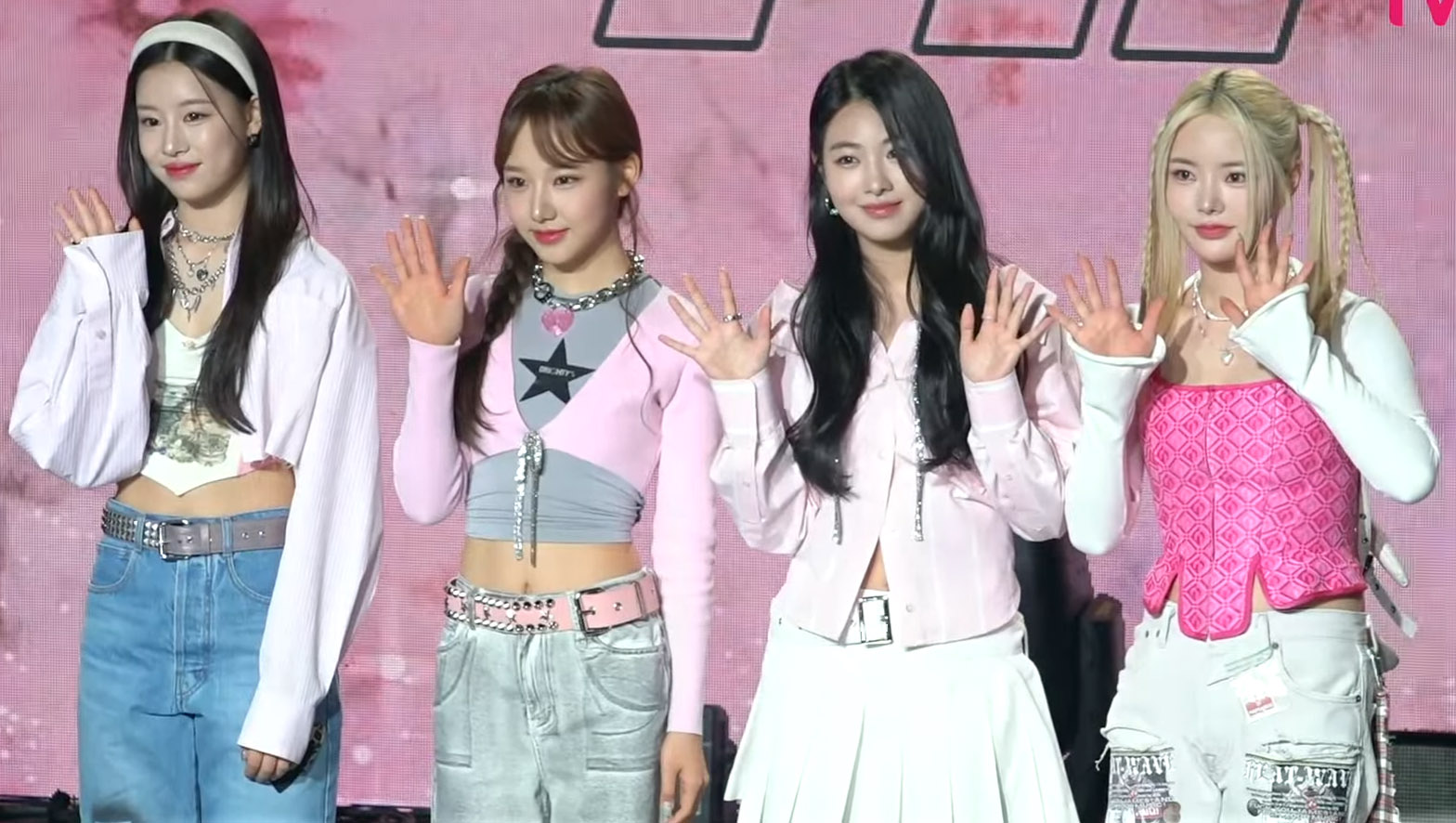
Fifty Fifty en una conferencia de prensa en 2023

Fifty Fifty se entrenó durante dos años antes de su debut como el primer grupo de ídolos del sello discográfico independiente de Corea del Sur Attrakt, quien se acercó al consultor creativo Siahn y su grupo de desarrollo The Givers para administrar el grupo, con su alineación compuesta por las miembros Aran, Keena, Saena y Sio. Su sonido fue diseñado por Siahn para audiencias internacionales, incluidos aquellos que no eran fanáticos del K-Pop, y tenía la intención de desviarse de las normas de la industria del K-Pop en ese momento. Antes de lanzar «Cupid», el grupo debutó con el EP The Fifty, cuyo sencillo principal fue «Higher», en noviembre de 2022.
El 15 de febrero de 2023, Attrakt publicó un cronograma en las cuentas de redes sociales de Fifty Fifty, anunciando el próximo lanzamiento del primer álbum sencillo del grupo para el día 24 de febrero. Se reveló que el álbum se llamaría The Beginning: Cupid, y que constaría de tres versiones de «Cupid»: su versión principal cantada en coreano; una 'Twin version', cantada en inglés e interpretada únicamente por Sio y Aran; y su versión instrumental. Siahn pretendía que la versión 'Twin', nombrada así debido a que era casi igual a la original con algunos cambios, hiciera que la canción fuera comercializable a nivel mundial. Según lo programado, el sencillo se lanzó a varias plataformas de música el 24 de febrero de 2023.

## Promoción
El 20 y 22 de febrero, se lanzaron los teasers del vídeo musical de «Cupid». El vídeo fue lanzado el 24 de febrero de 2023, mismo día que el grupo interpretó el sencillo por primera vez en televisión e el programa M! Countdown.
La versión 'Twin' de la canción y una versión acelerada generada por un usuario se hicieron populares en TikTok debido a un desafío de baile iniciado por el grupo. La versión acelerada de la canción se usó en más de 2,6 millones de vídeos en abril de 2023. En mayo de 2023, la canción se usó en ocho millones de videos de TikTok en total y reunió alrededor de 12 mil millones de visitas en la plataforma. Como resultado del éxito viral de la versión 'Twin', Fifty Fifty y Attrakt firmaron un acuerdo con Warner Records para la promoción mundial en abril de 2023. El 8 de abril de 2023, una versión oficial acelerada de 'Twin' fue lanzada en varias plataformas de transmisión bajo el nombre de artista 'Sped Up 8282' a través de Warner. Una versión en formato CD de «Cupid» fue lanzada en las tiendas de Target Corporation en junio de 2023.

## Composición y letra
«Cupid» fue compuesta por Adam von Mentzer, quien previamente había producido la canción del grupo «Lovin' Me» de su EP debut, junto a Mac Felländer-Tsai y Louise Udin, quienes produjeron la canción con Siahn y escribieron la canción junto a la miembro del grupo Keena.
La canción está escrito en tiempo común en la tonalidad de Re mayor con un tempo de 120 pulsaciones por minuto, con la voz del grupo que va desde una nota baja de G3 a una nota alta de E♭5. Es una canción de sonido retro K-Pop, música disco, synth pop y bubblegum pop que dura casi tres minutos. Su letra describe el enamoramiento no correspondido de una mujer joven y su tonto sentimiento por enamorarse. Sio lo describió como un «amor puro y amateur». En el coro de la canción, el grupo canta: «I gave a second chance to Cupid / I believed you, I'm so stupid / Let me show you, my secret love, is it real? / Cupid is so dumb» («Le di una segunda oportunidad a Cupido / Te creí, soy tan estúpida / Déjame mostrarte, mi amor secreto, ¿es real? / Cupido es tan tonto»), con algunas frases en coreano. En cambio, el coro de la versión 'Twin' usa la letra «I gave a second chance to Cupid / But now I'm left here feeling stupid» («Le di una segunda oportunidad a Cupido / Pero ahora me quedo aquí sintiéndome estúpida»). El grupo armoniza la canción, mientras que la segunda mitad de la canción incluye un cambio de clave y un verso de rap interpretado por Keena; la versión 'Twin' carece de un verso de rap. El instrumental cuenta con sintetizadores y guitarras. Molly Raycraft de The Guardian describió la canción como «pop dulce pero sardónico que recuerda los éxitos de Ariana Grande y Doja Cat con un sonido nostálgico».

## Recepción

### Comentarios de la crítica
Seung-geun de IZM le dio a la canción 4.5 de 5 estrellas, señalando que Fifty Fifty «había encontrado su propio color» con esta canción. El crítico musical Kim Yoon-ha de Yes24 notó cómo «Cupid» resaltaba las voces, «poniéndolas en primer plano en lugar de considerar la voz como uno de varios instrumentos», afirmando que este enfoque le recordaba a las canciones coreanas de finales de la década de 2000 en lugar del K-Pop más moderno.

### Rendimiento comercial
«Cupid» inicialmente tuvo menos éxito en Corea del Sur, país de origen de Fifty Fifty, que en otros países. En Corea del Sur alcanzó el puesto número ocho en el Circle Chart para la semana del 21 de mayo de 2023. Se convirtió en una de las primeras canciones de K-Pop del 2023 que no se lanzó bajo uno de los «cuatro grandes» sellos discográficos (HYBE, YG Entertainment, SM Entertainment, JYP Entertainment) y que alcanzara el éxito mundial. En los Estados Unidos, apareció inicialmente en la lista Bubbling Under Hot 100 Singles de Billboard en el número 12 para el 25 de marzo de 2023, 123 días después de su debut. Esto convirtió a Fifty Fifty en el grupo femenino de K-Pop que más rápido apareció en dicha lista, superando el récord anterior de 156 días que tenía NewJeans con su canción «Ditto». Se ubicó en el Billboard Hot 100 en la posición 100 la semana siguiente, convirtiéndose en la primera entrada del grupo en la lista. Se convirtieron en el acto coreano más rápido en ingresar a la lista y el sexto grupo coreano en hacerlo después de Wonder Girls, BTS, Blackpink, Twice y NewJeans. La canción alcanzó el puesto 17 en la lista del 20 de mayo de 2023 y se convirtió en la canción de un grupo femenino de K-Pop con más tiempo en la lista Billboard Hot 100, récord que anteriormente ostentaba Blackpink y su canción junto a Selena Gomez «Ice Cream», que estuvo en el gráfico durante diez semanas consecutivas. «Cupid» también debutó en el número ocho en la lista World Digital Song Sales durante la semana del 11 de marzo de 2023, lo que la convirtió en la canción más rápida en aparecer en cualquier lista de Billboard después del debut de su grupo.
En el Reino Unido, debutó en el número 96 en la lista UK Singles Chart, convirtiendo a Fifty Fifty en el grupo de K-Pop más rápido en ingresar a la lista. También alcanzó su punto máximo en Australia en el número dos en ARIA Charts y en el número uno en Nueva Zelanda, ambos durante dos semanas. Alcanzó el puesto número dos en el Billboard Global 200, lo que convirtió a Fifty Fifty en el quinto grupo coreano en ingresar al top 10 de la lista después de BTS, Blackpink, Big Bang y NewJeans. Fifty Fifty también se convirtió en el tercer grupo de K-Pop después de BTS y Blackpink en encabezar la lista musical Billboard Global Excl. U.S. con «Cupid» durante la semana del 27 de mayo de 2023 y el primer grupo exclusivamente femenino en encabezar la lista con una canción debut. La versión 'Twin' del sencillo también fue la segunda canción de grupo femenino de K-Pop más rápida detrás de «Pink Venom» de Blackpink en alcanzar las 300 millones de reproducciones en Spotify.

## Lista de canciones
| The Beginning: Cupid CD, descarga digital, streaming |                        |                                                       |                                                   |                                                          |          |  |
| N.º                                                  | Título                 | Letras                                                | Música                                            | Arreglo                                                  | Duración |  |
| 1.                                                   | «Cupid»                | SIAHN, Ahin, Keena, von Mentzer, Felländer-Tsai, Udin | Adam von Mentzer, Mac Felländer-Tsai, Louise Udin | SIAHN, Adam von Mentzer, Mac Felländer-Tsai, Louise Udin | 2:54     |  |
| 2.                                                   | «Cupid» (twin version) | SIAHN, Ahin, Keena, von Mentzer, Felländer-Tsai, Udin | Adam von Mentzer, Mac Felländer-Tsai, Louise Udin | SIAHN, Adam von Mentzer, Mac Felländer-Tsai, Louise Udin | 2:54     |  |
| 3.                                                   | «Cupid» (instrumental) |                                                       | Adam von Mentzer, Mac Felländer-Tsai, Louise Udin | SIAHN, Adam von Mentzer, Mac Felländer-Tsai, Louise Udin | 2:54     |  |
| 8:42                                                 |                        |                                                       |                                                   |                                                          |          |  |

| Descarga digital, streaming |                                          |                                                       |                                                   |                                                          |          |  |
| N.º                         | Título                                   | Letras                                                | Música                                            | Arreglo                                                  | Duración |  |
| 1.                          | «Cupid» (twin version - Sped-up version) | SIAHN, Ahin, Keena, von Mentzer, Felländer-Tsai, Udin | Adam von Mentzer, Mac Felländer-Tsai, Louise Udin | SIAHN, Adam von Mentzer, Mac Felländer-Tsai, Louise Udin | 2:25     |  |
| 2:25                        |                                          |                                                       |                                                   |                                                          |          |  |

## Créditos
Créditos adaptados de Melon.
| Fifty Fifty - Keena - voz, letra - Saena - voz - Sio - voz - Aran - voz | Producción - Siahn – letra, producción, arreglos - Ahin – letra - Adam von Mentzer – producción, composición, arreglos - Mac Felländer-Tsai – producción, composición, arreglos - Louise Udin – producción, composición, arreglos - Oh Sung-keun – mezcla (at Studio-T & The Givers) - Cheon "bigboom" Hoon – masterización (con SONICKOREA, asistido por Shin Sumin) |

## Reconocimientos

### Premios y nominaciones
| Año  | Evento                   | Premio                            | Resultado | Ref.   |
| ---- | ------------------------ | --------------------------------- | --------- | ------ |
| 2023 | BreakTudo Awards         | Hit internacional                 | Nominado  | [ 34 ] |
| 2024 | Golden Disc Awards       | Canción del año (Bonsang digital) | Nominado  | [ 35 ] |
| 2024 | iHeartRadio Music Awards | Canción K-Pop del año             | Pendiente | [ 36 ] |
| 2024 | iHeartRadio Music Awards | TikTok Bop del año                | Pendiente | [ 36 ] |
| 2024 | Korean Music Awards      | Mejor canción K-Pop               | Nominado  | [ 37 ] |

### Listados
| Publicación      | Lista                                              | Ranking  | Versión   | Ref.   |
| ---------------- | -------------------------------------------------- | -------- | --------- | ------ |
| Apple Music      | A-List: K-pop 2023                                 | Incluida | Twin ver. | [ 38 ] |
| Business Insider | The best K-pop songs of 2023                       | 10.º     | Original  | [ 39 ] |
| Dazed            | The 50 best K-pop tracks of 2023                   | Incluida | Twin ver. | [ 40 ] |
| Genius           | 25 Best Songs of 2023 So Far                       | Incluida | Original  | [ 41 ] |
| Genius           | The Top Songs Of 2023                              | 1.º      | Twin ver. | [ 42 ] |
| Genius Korea     | 2023 Year-End Genius Korea Chart - Top K-Pop Songs | 1.º      | Twin ver. | [ 43 ] |
| Genius Korea     | 2023 Year-End Genius Korea Chart - Top K-Pop Songs | 3.º      | Original  | [ 43 ] |
| Grammy           | 15 K-Pop Songs That Took 2023 By Storm             | Incluida | Original  | [ 44 ] |
| NME              | The 15 best K-Pop songs of 2023 – so far           | Incluida | Original  | [ 45 ] |
| NME              | The 25 best K-pop songs of 2023                    | 6.º      | Original  | [ 46 ] |
| Paste            | The 20 Best K-pop Songs of 2023                    | 2.º      | Original  | [ 47 ] |
| Real Zenerate    | 15 K-pop songs of 2023                             | Incluida | Original  | [ 48 ] |
| Rolling Stone    | The Best Songs of 2023 So Far                      | Incluida | Original  | [ 49 ] |

## Posicionamiento en listas
| Lista (2023)                                        | Mejor posición |
| --------------------------------------------------- | -------------- |
| Alemania (Official Chart)                           | 51             |
| Australia (ARIA)                                    | 2              |
| Austria (Ö3 Austria Top 40)                         | 36             |
| Bélgica (Ultratop 50 Flanders)                      | 46             |
| Canadá (Canadian Hot 100)                           | 6              |
| Corea del Sur (Circle Digital Chart)                | 7              |
| Eslovaquia (Singles Digitál Top 100)                | 55             |
| Estados Unidos (Billboard Hot 100)                  | 17             |
| Estados Unidos (Billboard Global 200)               | 2              |
| Estados Unidos (Billboard World Digital Song Sales) | 2              |
| Filipinas (Billboard)                               | 2              |
| Francia (SNEP)                                      | 96             |
| Global 200 (Billboard)                              | 2              |
| Grecia (IFPI)                                       | 53             |
| Hong Kong (Billboard)                               | 1              |
| Hungría (Single Top 40)                             | 17             |
| India (Billboard)                                   | 17             |
| India (IMI)                                         | 1              |
| Indonesia (Billboard)                               | 1              |
| Irlanda (IRMA)                                      | 14             |
| Israel (Media Forest)                               | 15             |
| Japón (Billboard Japan Heatseekers)                 | 16             |
| Lituania (AGATA)                                    | 16             |
| Luxemburgo (Billboard)                              | 11             |
| Malasia (RIM)                                       | 1              |
| Noruega (VG-lista)                                  | 17             |
| Nueva Zelanda (Recorded Music NZ)                   | 1              |
| Países Bajos (Tipparade)                            | 6              |
| Países Bajos (Global Top 40)                        | 6              |
| Países Bajos (Mega Single Top 100)                  | 57             |
| Paraguay (Monitor Latino)                           | 9              |
| Polonia (Polish Streaming Top 100)                  | 72             |
| Portugal (AFP)                                      | 48             |
| Reino Unido (OCC UK Singles Chart)                  | 8              |
| República Checa (Singles Digitál Top 100)           | 50             |
| Singapur (RIAS)                                     | 1              |
| Suecia (Sverigetopplistan)                          | 58             |
| Suiza (Schweizer Hitparade)                         | 29             |
| Taiwán (Billboard)                                  | 9              |
| Vietnam (Billboard Vietnam Hot 100)                 | 1              |

| Lista (2023)                         | Mejor posición |
| ------------------------------------ | -------------- |
| Corea del Sur (Circle Digital Chart) | 9              |

## Ventas y certificaciones
| País                                               | Organismo certificador | Certificación      | Ventas certificadas | Ref.               |
| Ventas / Streaming                                 | Ventas / Streaming     | Ventas / Streaming | Ventas / Streaming  | Ventas / Streaming |
| -------------------------------------------------- | ---------------------- | ------------------ | ------------------- | ------------------ |
| Australia                                          | ARIA                   | Platino            | 70 000*             | [ 91 ]             |
| Canadá                                             | Music Canada           | 2xPlatino          | 160 000*            | [ 92 ]             |
| Nueva Zelanda                                      | Recorded Music NZ      | Platino            | 30 000*             | [ 93 ]             |
| Portugal                                           | AFP                    | Oro                | 5 000*              | [ 94 ]             |
| Reino Unido                                        | BPI                    | Plata              | 200 000*            | [ 95 ]             |
| *Cifras de ventas basadas sólo en certificaciones. |                        |                    |                     |                    |

## Historial de lanzamiento
| País           | Fecha                 | Formato                     | Versión                      | Sello                             |
| -------------- | --------------------- | --------------------------- | ---------------------------- | --------------------------------- |
| Varios         | 24 de febrero de 2023 | Descarga digital, streaming | Original, Twin, Instrumental | Attrackt, Interpark, Warner Korea |
| Varios         | 21 de marzo de 2023   | CD                          | Original, Twin, Instrumental | Attrackt, Interpark, Warner Korea |
| Varios         | 10 de abril de 2023   | Streaming                   | Sped-up Twin                 | Attrackt, Warner Korea            |
| Italia         | 21 de abril de 2023   | Radio airplay               | Twin                         | Warner Records                    |
| Estados Unidos | 9 de mayo de 2023     | Contemporary hit radio      | Twin                         | Warner Records                    |
| Estados Unidos | 5 de junio de 2023    | Adult contemporary radio    | Twin                         | Warner Records                    |
| Estados Unidos | 9 de junio de 2023    | CD                          | Original, Twin, Instrumental | Attrackt                          |